# 因卡·格林斯
因卡·格林斯（德語：Inka Grings，1978年10月31日—），德国女子足球运动员，场上位置是前锋。她曾代表德国国家队参加2000年夏季奥林匹克运动会足球比赛，获得一枚铜牌。